# Université de Kolwezi
Université de Kolwezi (UNIKOL) est une institution publique d’enseignement supérieur située à Kolwezi, chef-lieu de la province minière du Lualaba, en République démocratique du Congo. 

## Historique
L’Université de Kolwezi trouve ses origines dans le Centre Universitaire de Kolwezi, dirigé initialement par le Professeur Ordinaire NDUA SOLOL. Sous sa gestion, des bâtiments ont été acquis pour établir les premiers locaux de l’Université. 
En mars 2009, le Professeur Charles IPANGA TSHIBWILA prend la direction du centre et conduit l’établissement vers son autonomie. Le 27 septembre 2010, UNIKOL est officiellement créée par l’Arrêté Ministériel n° 157/MINESU/CABMIN/MML/EBK/PK/2010, signé par le Ministre MASHAKO MAMBA LEONARD.  
En 2022, l’Université s’est encore élargie avec la création de l’École de Mines, située sur le site de Musompo, pour répondre aux besoins de formation dans le secteur minier.

## Organisation académique
UNIKOL propose plusieurs filières réparties dans différentes facultés :  
- Polytechnique
- Sciences agronomiques
- Sciences
- Sciences économiques et de gestion
- Droit
- Lettres et sciences humaines
- Sciences de l’information et de la communication
- Médecine
- Sciences politiques et administratives
- Psychologie et sciences de l’éducation
- École de Santé publique
- École de Mines

Les facultés sont réparties sur deux sites principaux : Bebyati (centre-ville) et Musompo (à l’est de Kolwezi)⁽¹⁾.

## Effectifs et personnel
L’Université de Kolwezi compte actuellement environ 8 120 étudiants inscrits pour l'année académique 2023-2024. Son corps académique est composé de  410 enseignants à temps plein, dont des professeurs ordinaires, associés, chefs de travaux et assistants.  
Elle compte également des enseignants à temps partiel issus de la Magistrature, de la Gécamines et d’autres entreprises minières de Kolwezi, ainsi que plusieurs enseignants visiteurs. L’administration est assurée par un personnel administratif compétent.

## Partenariats
UNIKOL collabore avec plusieurs institutions internationales, notamment :  
- Copperbelt University
- Mulungushi University
- Université de Mons
- Université de Zambie.

## Publications et ambition
L’Université de Kolwezi publie régulièrement des Annales scientifiques, dont le premier numéro a été présenté le 15 août 2009. À ce jour, quatre éditions ont été publiées.  
Après 15 ans d’existence en tant qu’université autonome, UNIKOL continue d’élargir son rayonnement national et international, avec l’ambition de devenir un pôle académique majeur en Afrique centrale, notamment grâce à son École de Mines.